# Estados Unidos y el terrorismo de Estado
Varios académicos han acusado a los Estados Unidos de llevar a cabo terrorismo de Estado. Han escrito acerca de las democracias liberales y su uso por parte de este país, particularmente en relación con la Guerra Fría. De acuerdo con estos autores, el terrorismo de Estado fue usado para proteger los intereses de las élites capitalistas, y los Estados Unidos organizaron un sistema neocolonial de estados clientelares cooperando con las élites locales para gobernar a través del terror. Sin embargo, poco de esto ha sido reconocido por otros académicos como terrorismo o incluso terrorismo de Estado.
Obras notables incluyen
The Political Economy of Human Rights (La política económica de los derechos humanos), de Noam Chomsky y Edward S. Herman (1979),
The Real Terror Network (La verdadera red de terror), de Herman (1985),
Western State Terrorism (Terrorismo del estado occidental), de Alexander L. George (1991),
State Terrorism and the United States (El terrorismo de estado y Estados Unidos), de Frederick Gareau (2004), y
America's Other War (La otra guerra de Estados Unidos), de Doug Stokes (2005).
De todos ellos, Chomsky y Herman son considerados los escritores más destacados en la cuestión de los Estados Unidos y el terrorismo de Estado.

## Obras destacadas
Comenzando a finales de los 70, Chomsky y Herman escribieron una serie de libros acerca de los Estados Unidos y el terrorismo de Estado. Sus escritos coincidieron con los reportes de Amnistía Internacional y otras organizaciones por los derechos humanos de una nueva «epidemia» global de tortura y homicidio perpetrados por el Estado. Argumentando que los actos de terror estaban concentrados en la esfera de influencia de los Estados Unidos en el Tercer Mundo, documentaron abusos de los derechos humanos llevados a cabo por los Estados clientelares de Estados Unidos en América Latina. Sostenían que de diez países latinoamericanos que poseían escuadrones de la muerte, todos eran Estados clientelares de Estados Unidos. Mundialmente afirmaron que el 74% de los países que practicaron la tortura de forma sistemática también lo eran, recibiendo ayuda militar y de otro tipo para mantener el poder. Concluyeron así que el aumento global del terrorismo de Estado era un resultado de la política exterior de los Estados Unidos.
En 1991, un libro editado por Alexander L. George afirmó también que otras potencias occidentales patrocinaban el terror en los países del Tercer Mundo, y concluyó también que Estados Unidos y sus aliados eran los principales amparadores del terrorismo alrededor del mundo. Frederick F. Gareau afirma que el número de muertes perpetradas por países no practicantes del terrorismo de Estado (3668 muertes entre 1968 y 1980, según estimaciones de la CIA) es «eclipsado» por aquellas causadas por el terrorismo de Estado en regímenes respaldados por Estados Unidos tales como Guatemala (150,000 asesinados y 50,000 desaparecidos aproximadamente en dicho país, 93% de los cuales Gareau clasifica como «victimas del terrorismo de Estado»). En Worse Than War (Peor que la guerra), Daniel Goldhagen sostiene que durante las dos últimas décadas de la Guerra Fría el número de Estados clientelares de Estados Unidos que perpetraron genocidios superaron a aquellos de la Unión Soviética.
Chomsky concluyó que todas las potencias apoyaron el terrorismo de Estado en sus Estados clientelares. Encabezando la lista estaban Estados Unidos y otras potencias, en particular el Reino Unido y Francia, que proveyeron apoyo financiero, militar y diplomático a regímenes del Tercer Mundo mantenidos en el poder a través de la violencia. Estos gobiernos actuaron en conjunto con corporaciones multinacionales, particularmente con las industrias armamentísticas y de seguridad, como empresas de seguridad privada y empresas militares privadas. Además, otros países del Tercer Mundo fuera de la esfera de influencia occidental llevaron a cabo terrorismo de Estado apoyados por las potencias rivales.
La presunta complicidad de las superpotencias en el terrorismo de Estado en países del Tercer Mundo ha llevado a los académicos a estudiar esto como un fenómeno global, en lugar de estudiar a los distintos países de manera aislada.

## Definición
La definición jurídica de los Estados Unidos del terrorismo excluye a los actos realizados por Estados reconocidos. Conforme a la ley de los Estados Unidos (22 U.S.C. 2656f(d)(2)) el terrorismo es definido como «violencia premeditada y con motivaciones políticas perpetrada contra objetivos no combatientes por grupos subnacionales o agentes clandestinos, generalmente con la intención de influenciar una audiencia». No hay un consenso internacional sobre una definición legal o académica del terrorismo. Las convenciones de las Naciones Unidas han fallado en alcanzar un consenso en la definición de terrorismo y terrorismo de Estado.
Según el profesor Mark Selden: «Los políticos estadounidenses y la mayoría de los científicos sociales excluye de la definición las acciones y políticas de Estados Unidos y sus aliados» como terrorismo. El historiador Henry Commager escribió que «incluso cuando las definiciones del terrorismo abarcan el terrorismo de Estado, las acciones de un Estado en esta área tienden a ser vistas en el prisma de la guerra o la autodefensa nacional, no como un acto de terror».
De acuerdo con la Dra. Myra Williamson: «El significado de “terrorismo” ha sufrido una transformación. Durante un reinado de terror un régimen o sistema de terrorismo fue usado como un instrumento de gobernanza, ejercido por un Estado revolucionario creado recientemente contra los enemigos del pueblo. Ahora el término “terrorismo" se utiliza comúnmente para describir los actos terroristas cometidos por entidades no estatales o entidades subnacionales contra un Estado».
En El terrorismo de Estado y los Estados Unidos, Frederick F. Gareau escribe que la intencionalidad del terrorismo es intimidar o coaccionar causándoles «temor intenso, ansiedad, aprensión, pánico, miedo y/u horror» tanto a los grupos a los cuales va dirigido como a grandes sectores de la sociedad que comparten o pueden ser influenciados a compartir los valores de tales grupos. El objetivo del terrorismo contra el Estado es obligar a los gobiernos a que cambien sus políticas, a derrocar gobiernos o incluso destruir el Estado. El objetivo del terrorismo por parte del Estado, o «terrorismo de Estado», es eliminar a personas a las que se las considera enemigos reales o potenciales y desalentar a aquellos enemigos reales o potenciales que no han sido eliminados.

## Críticas generales
El profesor William Odom, director de la NSA en la era del expresidente Reagan, escribió:
Como muchos críticos han señalado, el terrorismo no es un enemigo. Es una táctica. Debido a que Estados Unidos mismo tiene un largo historial de apoyar a terroristas y de usar tácticas terroristas, el lema de la actual guerra contra el terrorismo simplemente lo hace ver hipócrita al resto del mundo.
El profesor Richard Falk sostiene que los Estados Unidos y otros estados del primer mundo, así como las principales instituciones de medios de comunicación, han ofuscado la verdadera naturaleza y alcance del terrorismo, promulgando una visión unilateral desde el punto de vista de la prerrogativa del primer mundo. Ha dicho que:
Sí el 'terrorismo' como un término de oprobio moral y jurídico se va a utilizar en absoluto, entonces se debería aplicar a la violencia deliberada dirigida a civiles, ya sea cometida por agentes estatales o sus enemigos no estatales.
Falk ha argumentado que el repudio del auténtico terrorismo no estatal es insuficiente como una estrategia para mitigarlo.
También sostuvo que las personas que cometieron actos «terroristas» contra los Estados Unidos podrían utilizar la Defensa Núremberg.
Daniel Schorr, analizando Revolutionaries and Functionaries (Revolucionarios y Funcionarios), de Falk, afirmó que la definición de terrorismo de Falk depende de alguna definición no declarada de «permisible»; esto, dice Schorr, hace el criterio de lo que es terrorismo inherentemente «subjetivo» y además, afirma, lo lleva a etiquetar algunos actos que él considera inaceptables como «terrorismo», pero a otros a los que considera permisibles como meramente «terroristas».
En un análisis de La economía política de los derechos humanos (The Political Economy of Human Rights), de Chomsky y Herman, el profesor de ciencias políticas de Yale James S. Fishkin sostiene que el caso de los autores de acusar a los Estados Unidos de terrorismo de Estado es «escandalosamente exagerado». Fishkin escribe acerca de ellos que:
Ellos infieren una extensión de control y coordinación de los Estados Unidos comparable a la del papel soviético en Europa del Este... Sin embargo, incluso si toda la evidencia de [los autores] fuera aceptada... representaría no más que un apoyo sistemático, no en control. Por lo tanto la comparación con Europa del Este parece excesivamente exagerada. Y acerca del hecho de que dimos asistencia a países que practican el terror, es demasiado pronto para concluir que «Washington se ha convertido en la capital mundial de la tortura y el asesinato político». La acusación de Chomsky y Herman a la política exterior de los Estados Unidos es por lo tanto un reflejo exacto de la retórica de la Pax Americana que ellos critican: se basa en la ilusión de la omnipotencia estadounidense alrededor del mundo. Y porque se niegan a atribuir cualquier tipo de independencia sustancial a los países que, en cierto sentido, están dentro de la esfera de influencia estadounidense, la carga total de todos los crímenes políticos del mundo no comunista puede recaer de esta forma en Washington.
Fishkin elogia a Chomsky y a Herman por documentar las violaciones a los derechos humanos, pero argumenta que esto es evidencia «de un cargo moral bastante menor», a saber, de que los Estados Unidos podrían haber usado su influencia para prevenir que ciertos gobiernos cometan actos de tortura o asesinatos pero eligieron no hacerlo.
Comentando acerca del libro 9-11 de Chomsky, el exsecretario de Educación de Estados Unidos William Bennett dijo:
Chomsky dice en su libro que los Estados Unidos es un Estado terrorista dirigente. Eso es una afirmación absurda y ridícula.... Lo que hemos hecho es liberar a Kuwait, ayudar en Bosnia y los Balcanes. Hemos proporcionado asilo a personas de todos los credos, incluyendo al Islam, en los Estados Unidos. Tratamos de ayudar en Somalia.... ¿Tenemos fallas e imperfecciones? Por supuesto que sí. La noción de que estamos liderando un estado terrorista es absurda.
Stephen Morris también criticó la tesis Chomsky:
Solo hay un régimen que ha recibido armas y ayuda de los Estado Unidos, y el cual tiene un historial de brutalidad que no es más que una fracción de la brutalidad de Pol Pot, Idi Amin, Mao o el Politburó de Hanoi. Este es el gobierno de Suharto en Indonesia. Pero [...] los Estados Unidos no eran el principal proveedor extranjero de Indonesia cuando los generales se hicieron con el poder (ni hay ninguna evidencia creíble de una participación estadounidense en el golpe). Dentro del período de asistencia de los Estados Unidos a Indonesia, y en particularmente durante el periodo de la administración Carter, el número de prisioneros políticos ha disminuido. Finalmente, la actual brutalidad del régimen de Suharto está siendo dirigida contra el pueblo de Timor Oriental, una antigua colonia de Portugal a la que Indonesia está tratando de tomar por la fuerza [...] y tal acción no forma parte de su proceso normal de administración local.